# Evert Aardema
Evert Aardema (Leeuwarden, 18 april 1938 - aldaar, 18 april 2006) was een Nederlands jurist en hoogleraar.

## Biografie
Aardema werd geboren als zoon van schoolhoofd Sytze Aardema en onderwijzeres Wilhelmina Jantina Hemmes. Hij trouwde met psychologisch assistente Fennechien Ellen. Vanaf 1975 was hij raadsheer bij het gerechtshof Leeuwarden totdat hij in 1984 daar vicepresident werd en vanaf 1994 coördinerend vicepresident.
In 1995 werd hij hoogleraar aan de Erasmus Universiteit Rotterdam waar hij zijn inaugurele rede Heffing naar behoren uitsprak; in 2003 nam hij afscheid van de universiteit. Hij publiceerde met name over de directeur-grootaandeelhouder.